# Edificio Atlas (Lima)
El Edificio Atlas es un complejo de departamentos y local de negocios diseñado por Walter Weberhofer en asociación con José Álvarez Calderón. Construido en 1955, se ubica en el distrito de Lima. El edificio ganó la Medalla de Oro de la Municipalidad de Lima a El Mejor Edificio de 1955, entregada por Fiestas Patrias.

## Descripción
El edificio, ubicado en la intersección de los jirones Huancavelica y Cailloma en el distrito de Lima, fue iniciada su obra en 1953, y finalizó la construcción en 1955. Fue construido para la Compañía de Seguros Atlas.
Fue diseñado como un edificio comercial, con almacenes, zona de ocio, con una cafetería en la zona del techo-jardín, y oficinas, así como dos sótanos con estacionamiento para 70 automóviles. La torre principal posee once plantas y fachada de vidrio y aluminio.
Las perspectivas dibujadas para este edificio hoy son parte de la colección del MoMA, y participaron en la exposición Latin America in Construction, Architecture 1955-1980 realizada por el mismo museo en el 2015.